# Village historique névicien de Gingerland
Le village historique névicien est un musée de plein air situé à Gingerland sur l'île de Niévès à Saint-Christophe-et-Niévès. Il permet de voir à quoi ressemblait la vie sur l'île en visitant des sites et des jardins rénovés.

## Constructions traditionnelles
Les maisons sont des répliques mais contiennent des meubles et des objets à l'intérieur qui donne une vision de ce qu'était la vie à l'époque. Le village comprend une forge, une rhumerie et une cordonnerie.

## Jardins
Il y a également des jardins de fleurs et de diverses espèces de plantes et arbustes indigènes qui ornent le village névicien.